# Dąbrowa (powiat żarski)
Dąbrowa – wieś w Polsce położona w województwie lubuskim, w powiecie żarskim, w gminie Lubsko.
W latach 1975–1998 miejscowość należała administracyjnie do województwa zielonogórskiego.
Wieś położona na terenie Łużyc Wschodnich wchodziła wraz z Górzynem i Grabkowem w skład tzw. "Serbskiego Kąta", będącego ośrodkiem gdzie bardzo długo utrzymywały się język i tradycje łużyckie. Stąd też pochodzi łużycka nazwa – Dubrawa.